# 東協十加三

東協十加三的成員國

ASEAN+3（东盟加三），即東盟加中国、韓國、日本，是在經濟、文化等方面聯繫緊密的中国、韩国、日本以及东南亚国家联盟共同組成的合作机制的简称。

## 概況
东亚國家間的地域合作以1997年亞洲金融風暴为契机，在1997年的東盟峰会中，中日韩首脑獲邀與會。主要的有峰会和外长会议。該合作機制在1999年被確定。最近，由于東亞峰會的舉辦，有評論認為東盟加三的作用正在減弱，然而現在的東亞峰會僅處于萌芽階段，其并不能代替東盟加三。
東協十加三的清迈会议精神被認為是促進東亞地區金融穩定的基礎，缺乏這種穩定性正是導致1997年亞洲金融危機主要原因之一。
2005年12月，已有17個领域的48個协议体。
2005年在马来西亚的吉隆坡进行第9次东盟加三峰会，會上明確了以东亚共同体為中心議題的吉隆坡宣言。
2020年4月15日，东盟与中日韩（10+3）抗击新冠肺炎疫情领导人特别会议以视频方式举行，世界卫生组织总干事谭德塞、东盟秘书长林玉辉出席。

## 會議舉行地點
- 1997年12月，馬來西亞吉隆坡
- 1998年12月，越南河內
- 1999年11月，菲律賓馬尼拉
- 2000年11月，新加坡
- 2001年11月，汶萊斯里巴加灣
- 2002年11月，柬埔寨金邊
- 2003年10月，印尼巴厘島
- 2004年11月，寮國萬象
- 2005年12月，馬來西亞吉隆坡 （註：同年起同時舉辦東亞峰會）
- 2007年1月，菲律賓宿霧
- 2007年11月，新加坡
- 2009年10月，泰國華欣
- 2010年10月，越南河內
- 2011年11月，印度尼西亚巴厘島
- 2012年11月，柬埔寨金邊
- 2013年10月，汶萊斯里巴加灣
- 2014年10月，缅甸内比都
- 2015年11月22日，馬來西亞吉隆坡。
- 2016年11月，老撾萬象
- 2017年11月，菲律賓馬尼拉
- 2018年11月，新加坡
- 2019年11月，泰国曼谷
- 2020年11月，越南河内（因2019冠状病毒病疫情而改为視訊会议。同时正式签署区域全面经济伙伴关系协定（RCEP））
- 2021年10月，文莱斯里巴加湾（因2019冠状病毒病疫情而改为视频会议。）
- 2022年11月，柬埔寨金边
- 2023年9月，印度尼西亚雅加達
- 2024年10月，老撾萬象

## 設想通貨
亞洲通貨單位被提議成一個東盟加三地區貨幣的加權平均，并且有以此為基礎的亞元的构想。其構想受到了來自已被歐元取代的歐洲貨幣單位的啟發。ACU的提議是為了穩定該地區的金融市場，不是真實貨幣，而是一籃子東亞通貨的加權值（以GDP、貿易規模等指標加權），用以作為衡量該地區貨幣（幣值）變動的基準。
亞洲開發銀行正在審視和評估亞洲通貨單位的相關事務。其原定于2006年3月發布關于亞元評估的公告。由于外部原因此番公告被推遲，而該項評估仍然在進行中。一個評判小組討論於2007年2月引述了阻礙亞元發展的技術上和政治上的障礙。